# Vaissa
Vaissa (en francès Bellerive-sur-Allier) és un municipi francès situat al departament de l'Alier, a la regió d'Alvèrnia-Roine-Alps.